# Francisco de Pájaro
Francisco de Pájaro (* 1970 in Zafra, Provinz Badajoz, Spanien) ist ein spanischer Streetart- und Graffiti-Künstler, Zeichner und Maler.

## Leben
Francisco de Pájaro übte Gelegenheitsarbeiten aus, als er 1990 in seiner Heimatstadt Zafra mit dem Malen und Zeichnen begann. 1993 schrieb er sich an der Kunstgewerbeschule in Mérida ein. Das Studium brach er aber schon nach anderthalb Jahren ab und kehrte in seine Heimatstadt zurück. Mit anderen gründete er dort Rotuletto, eine Firma für Beschilderungen, Poster und dekorative Gemälde. Im Jahr 2002 gab er auch diese Tätigkeit auf, um als Künstler nach London zu gehen, was sich jedoch bald als Fehlschlag erwies. Ab Ende 2003 lebte er dann in Barcelona, wo er sich mit prekären Beschäftigungen über Wasser hielt.
Mitte 2009, als infolge einer geplatzten Immobilienblase und der Weltfinanzkrise 2007–2008 auch in Spanien eine Rezession herrschte, begann er auf Straßen in Barcelona in spontanen Aktionen damit, Abfall zu bemalen, zu beschriften und skulptural zu inszenieren. Nachdem er dort eine erfolglose Ausstellung hinter sich gebracht hatte, bemalte er einen in der Straße entsorgten Kleiderschrank mit der Aufschrift „El arte es basura“ – Kunst ist Müll. Dies war der Beginn seiner Streetart, mit der er bald international bekannt wurde. Von Kennern der Urban Art wird er mittlerweile weltweit geschätzt.
Seine Kunst, die er auch außerhalb Barcelonas in verschiedenen Metropolen der Welt unter dem Titel Art Is Trash verwirklichte, versteht er als Kommentar zu allem, was ihm auffällt. Die Werke entstehen aus spontanen, oft absurden und komischen Einfällen, erinnern manchmal an Comic-Figuren, werden aus örtlich verfügbaren Abfällen und an gewöhnlichen Orten als Collagen und skulpturale Arrangements inszeniert und haben ephemeren Charakter, indem sie wieder verschwinden, sobald die Stadtreinigung sie entfernt.
Francisco de Pájaro unterhält ein Atelier in Barcelona, wo er Zeichnungen und Gemälde produziert.

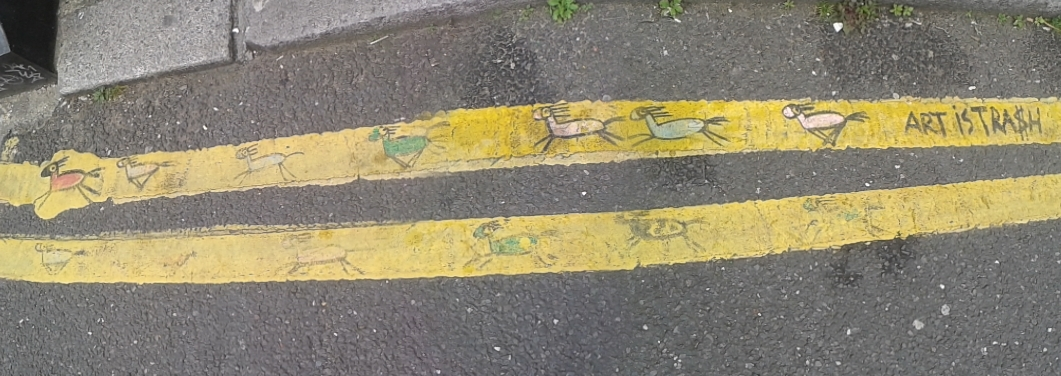
Art Is Trash, Straßengraffito in Shoreditch, London
Art Is Trash, Wandgraffito in Shoreditch, London
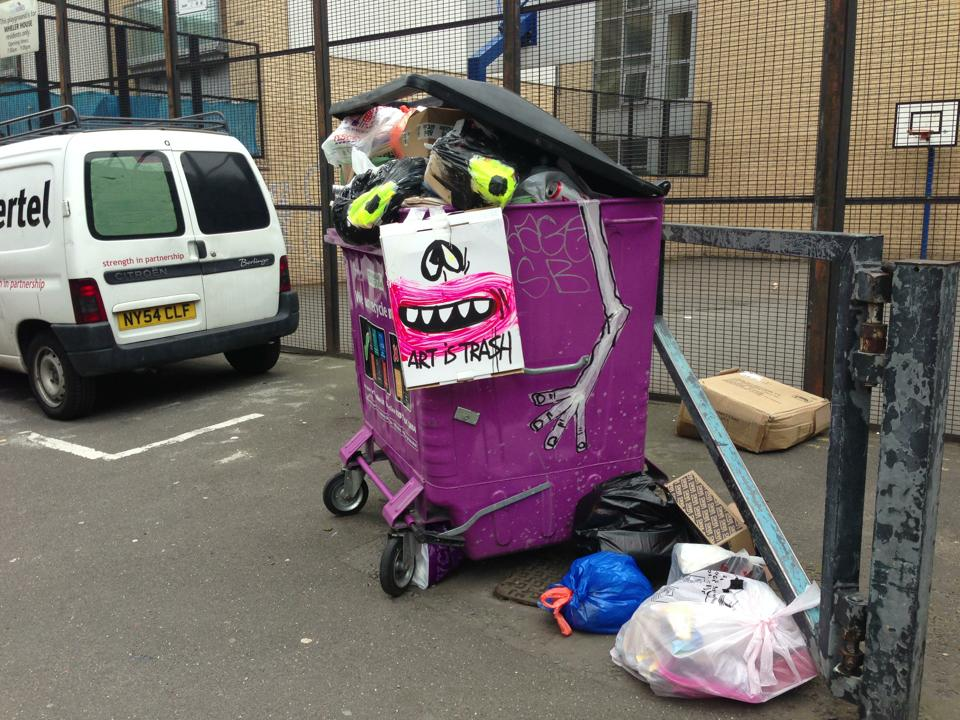
Art Is Trash, bemalter Müllcontainer in Shoreditch, London
Art Is Trash, Straßenskulptur in Spitalfields, London
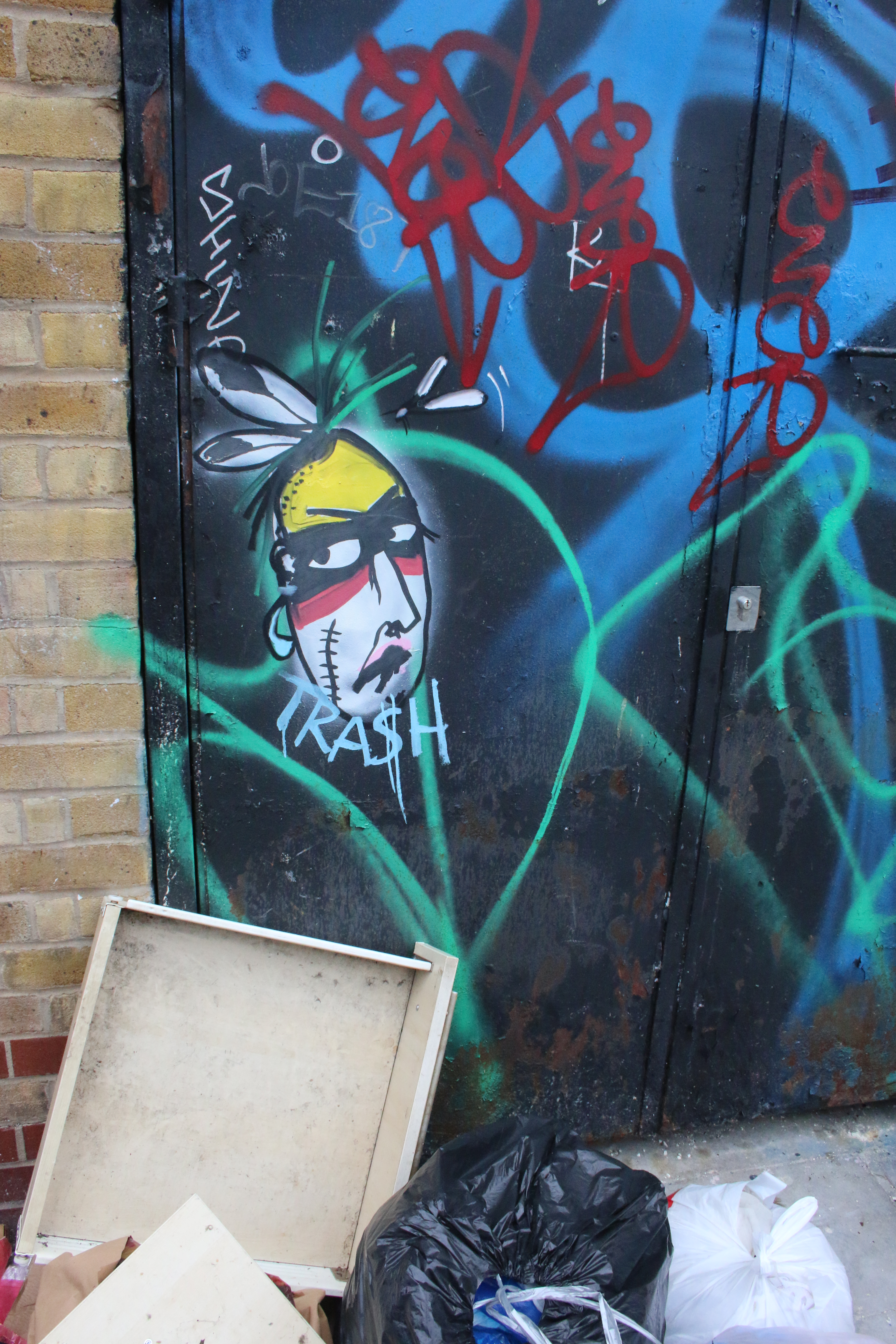
Art Is Trash, Wandgraffito in Shoreditch, London
Graffito in Shoreditch, London, Gemeinschaftswerk mit Lily Mixe und St8ment
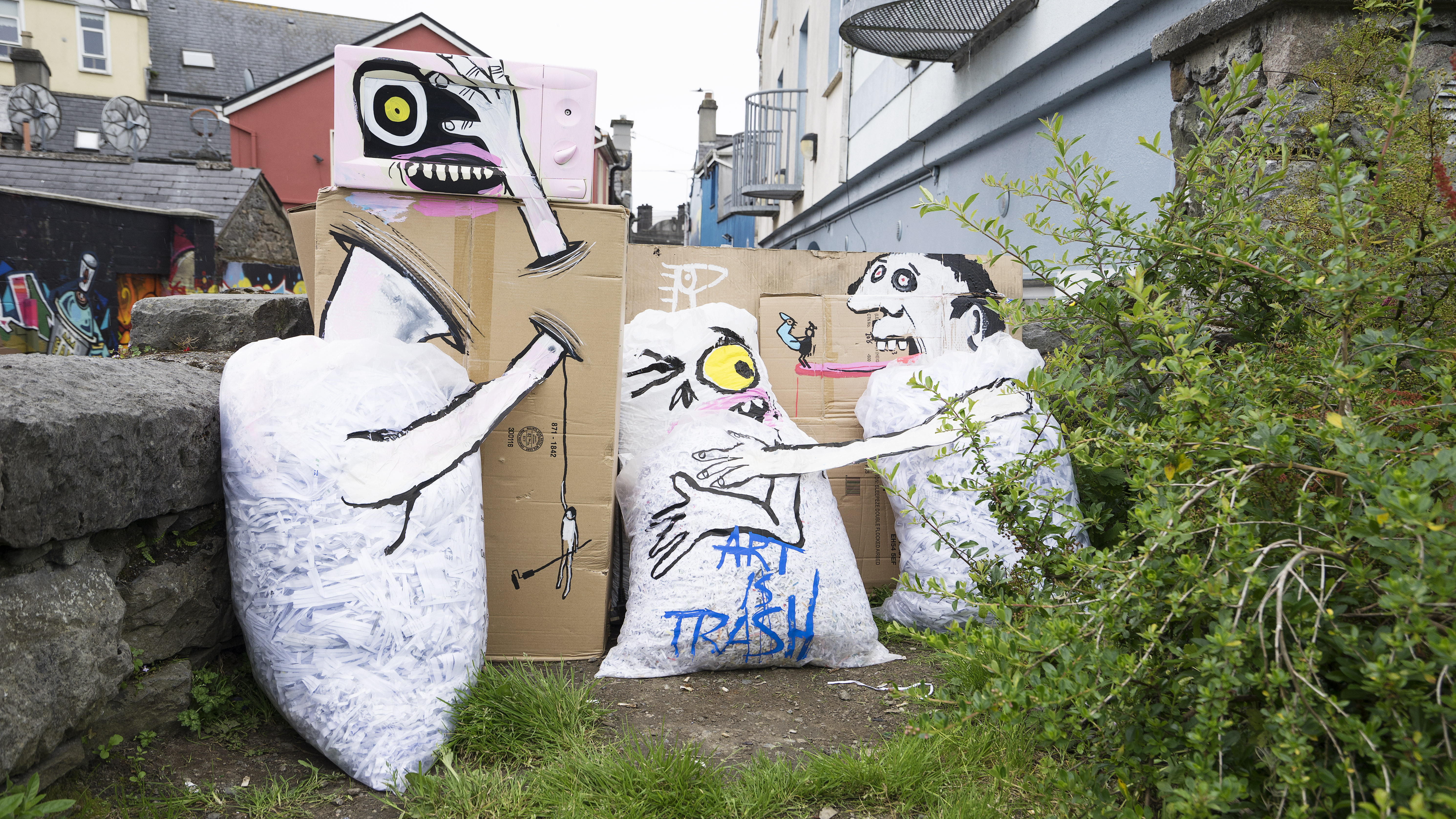
Art Is Trash, Beitrag zum Galway Arts Festival 2014